# Henrik L'Abée-Lund
Henrik L'Abée-Lund (* 23. března 1986 Trondheim) je norský biatlonista. Na mistrovství světa 2013 v Novém Městě na Moravě získal spolu s Olem Einarem Bjørndalenem, Tarjeiem Bøem a Emilem Heglem Svendsenem zlatou medaili ve štafetovém závodě. Ve štafetových závodech se několikrát prosadil na stupně vítězů také ve světovém poháru. V individuálním závodě světového poháru skončil nejlépe třetí. Je také dvojnásobný medailista z juniorských světových šampionátů.

## Úspěchy

### Mistrovství světa
Výsledky z mistrovství světa se započítávají do celkového hodnocení světového poháru.
| Soutěž                       | Vytrvalostní závod | Sprint | Stíhací závod | Hromadný start | Štafeta       | Smíšená štafeta |
| ---------------------------- | ------------------ | ------ | ------------- | -------------- | ------------- | --------------- |
| MS 2013 Nové Město na Moravě | 9.                 | 37.    | 20.           | 17.            | Zlatá medaile | –               |

### Světový pohár
Vítězství v závodech světového poháru.

#### Individuální
| Sezóna  | Místo                | Závod          |
| ------- | -------------------- | -------------- |
| 2017/18 | Holmenkollen, Norsko | Sprint (10 km) |

#### Kolektivní
| Sezóna  | Místo                  | Závod                |
| ------- | ---------------------- | -------------------- |
| 2012/13 | Hochfilzen, Rakousko   | Štafeta (4 × 7,5 km) |
| 2012/13 | Nové Město, Česko (MS) | Štafeta (4 × 7,5 km) |
| 2016/17 | Ruhpolding, Německo    | Štafeta (4 × 7,5 km) |
| 2017/18 | Hochfilzen, Rakousko   | Štafeta (4 × 7,5 km) |
| 2017/18 | Holmenkollen, Norsko   | Štafeta (4 × 7,5 km) |